# شورش باختریونی

تیموراز اول و همسرش خراسان. طرحی از آلبوم مبلغ مسیحی کاتولیک رومی هم عصر کریستوفورو کاستلی.

قیام باختریونی ( گرجی: ბახტრიონის აჯანყება  ) یک شورش عمومی در پادشاهی گرجستان شرقی کاختی علیه سلطه سیاسی ایران صفوی در سال ۱۶۵۹ بود.  این نام را از نبرد اصلی که در قلعه باختریونی رخ داد، گرفته‌اند.